# 柔花香花藤
柔花香花藤（学名：Aganosma schlechteriana var. leptantha）是夹竹桃科香花藤属海南香花藤的变种。分布在中国大陆的云南等地，生长于海拔1,000米至1,500米的地区，多生长在山地林谷中，目前尚未由人工引种栽培。